# Alope orientalis
Alope orientalis is een garnalensoort uit de familie van de Hippolytidae. De wetenschappelijke naam van de soort werd als Hetairocaris orientalis in 1890 gepubliceerd door Johannes Govertus de Man.